# FIDE Grand Prix 2017
Il FIDE Grand Prix 2017 è stato un ciclo di quattro tornei scacchistici organizzati dalla FIDE, validi come qualificazione al campionato del mondo 2018. È stato vinto da Şəhriyar Məmmədyarov che si è così qualificato al torneo dei candidati 2018 insieme al secondo classificato Aleksandr Griščuk.

## Formato e regolamento
Il ciclo di quattro tornei ha visto la partecipazione di 18 giocatori per torneo, ognuno dei quali ha partecipato a tre tornei, per un totale di 24 partecipanti.
Al contrario delle precedenti edizioni in cui i giocatori si sono affrontati in un round-robin completo, ogni torneo ha visto la partecipazione di 18 giocatori secondo le regole del sistema svizzero.
In ogni turno ai giocatori è stato assegnato un punto per la vittoria, ½ punto per la patta e zero per la sconfitta. i punti del Grand Prix sono stati poi assegnati in funzione del piazzamento nel torneo secondo la tabella mostrata in seguito.

## Punti del Grand Prix e premi in denaro
Il monte premi totale è stato di €130.000 per singolo torneo e €520.000 per la serie completa. I premi sono stati assegnati in base alle classifiche di ogni singolo torneo.
In aggiunta, ogni giocatore che ha procurato uno sponsor ha ricevuto €20.000 aggiuntivi.
| Posizione | Evento Grand Prix | Punti Grand Prix |
| --------- | ----------------- | ---------------- |
| 1         | €20.000           | 170              |
| 2         | €15.000           | 140              |
| 3         | €12.000           | 110              |
| 4         | €11.000           | 90               |
| 5         | €10.000           | 80               |
| 6         | €9.000            | 70               |
| 7         | €8.000            | 60               |
| 8         | €7.000            | 50               |
| 9         | €6.000            | 40               |
| 10        | €5.000            | 30               |
| 11        | €4.250            | 20               |
| 12        | €4.000            | 10               |
| 13        | €3.750            | 8                |
| 14        | €3.500            | 6                |
| 15        | €3.250            | 4                |
| 16        | €3.000            | 3                |
| 17        | €2.750            | 2                |
| 18        | €2.500            | 1                |

## Partecipanti
Al Grand Prix avevano diritto di partecipazione 24 giocatori:
- 2 giocatori qualificati come finalisti del Campionato del mondo di scacchi 2016
- 4 giocatori qualificati come semifinalisti della Coppa del Mondo di scacchi 2015
- 8 giocatori qualificati in base al punteggio Elo FIDE
- 1 giocatore qualificato come partecipante della Association of Chess Professionals
- 9 giocatori con rating di almeno 2.700 (o 2.600 per ex campioni nazionali o mondiali) nominati dall'organizzazione.[3]

Ogni giocatore che ha rinunciato alla propria partecipazione è stato sostituito da un altro giocatore purché con un rating superiore a 2.700.
I giocatori che hanno rinunciato alla partecipazione sono stati: Magnus Carlsen e Sergej Karjakin (finalisti del mondiale 2016), Fabiano Caruana, Viswanathan Anand, Veselin Topalov, Vladimir Kramnik e Wesley So (qualificati tramite ELO FIDE).
| Invitato               | Nazione             | Qualificazione                                       |
| ---------------------- | ------------------- | ---------------------------------------------------- |
| Pëtr Svidler           | Russia              | finalista della Coppa del Mondo di scacchi 2015      |
| Pavlo El'janov         | Ucraina             | semi-finalisti della Coppa del Mondo di scacchi 2015 |
| Anish Giri             | Paesi Bassi         | semi-finalisti della Coppa del Mondo di scacchi 2015 |
| Hikaru Nakamura        | Stati Uniti         | media Elo (da giugno 2015 a maggio 2016)             |
| Lewon Aronyan          | Armenia             | media Elo (da giugno 2015 a maggio 2016)             |
| Ding Liren             | Cina                | media Elo (da giugno 2015 a maggio 2016)             |
| Maxime Vachier-Lagrave | Francia             | media Elo (da giugno 2015 a maggio 2016)             |
| Aleksandr Griščuk      | Russia              | media Elo (da giugno 2015 a maggio 2016)             |
| Pentala Harikrishna    | India               | media Elo (da giugno 2015 a maggio 2016)             |
| Şəhriyar Məmmədyarov   | Azerbaigian         | media Elo (da giugno 2015 a maggio 2016)             |
| Dmitrij Jakovenko      | Russia              | media Elo (da giugno 2015 a maggio 2016)             |
| Boris Gelfand          | Israele             | media Elo (da giugno 2015 a maggio 2016)             |
| Michael Adams          | Inghilterra         | media Elo (da giugno 2015 a maggio 2016)             |
| Evgenij Tomaševskij    | Russia              | ACP Tour                                             |
| Li Chao                | Cina                | invitati dall'organizzazione                         |
| Teymur Rəcəbov         | Azerbaigian         | invitati dall'organizzazione                         |
| Ėrnesto Inarkiev       | Russia              | invitati dall'organizzazione                         |
| Francisco Vallejo Pons | Spagna              | invitati dall'organizzazione                         |
| Saleh Salem            | Emirati Arabi Uniti | invitati dall'organizzazione                         |
| Hou Yifan              | Cina                | invitati dall'organizzazione                         |
| Jon Ludvig Hammer      | Norvegia            | invitati dall'organizzazione                         |
| Jan Nepomnjaščij       | Russia              | invitati dall'organizzazione                         |
| Aleksandr Rjazancev    | Russia              | invitati dall'organizzazione                         |
| Richárd Rapport        | Ungheria            | invitati dall'organizzazione                         |

## Spareggi
Nel caso in cui due o più giocatori avessero lo stesso numero di punti nella classifica finale, per poter determinare le posizioni e quindi i qualificati al torneo dei candidati si sarebbero usati i seguenti criteri:
1. punteggio effettivo nelle partite dei tre tornei giocati
2. numero di partite giocate con il nero
3. numero di vittorie
4. numero di vittorie col nero
5. sorteggio.

## Calendario
In origine la tappa di Palma di Maiorca avrebbe dovuto aver luogo nell'ottobre del 2016, ma venne poi spostata a novembre 2017.
| No. | Città ospitante  | Data                  | Vincitore                                                     | Punti (V/P/S)                 |
| --- | ---------------- | --------------------- | ------------------------------------------------------------- | ----------------------------- |
| 1   | Sharja           | 18 – 27 febbraio 2017 | Aleksandr Griščuk Maxime Vachier-Lagrave Şəhriyar Məmmədyarov | 5.5/9 (+2=7–0) 5.5/9 (+3=5–1) |
| 2   | Mosca            | 12 – 21 maggio 2017   | Ding Liren                                                    | 6/9 (+3=6–0)                  |
| 3   | Ginevra          | 6 – 15 luglio 2017    | Teymur Rəcəbov                                                | 6/9 (+3=6-0)                  |
| 4   | Palma di Maiorca | 16 – 25 novembre 2017 | Lewon Aronyan Dmitrij Jakovenko                               | 5.5/9 (+2=7–0)                |

## Risultati
In grassetto sono riportati i punteggi dei vincitori dei singoli tornei.
| Pos. | Giocatore              | Elo (febbraio 2017) | Sharja | Mosca                             | Ginevra                          | Palma                             | Tot.                                |
| ---- | ---------------------- | ------------------- | ------ | --------------------------------- | -------------------------------- | --------------------------------- | ----------------------------------- |
| 1    | Şəhriyar Məmmədyarov   | 2766                | 140    | 140                               | 60                               | —                                 | 340                                 |
| 2    | Aleksandr Griščuk      | 2742                | 140    | 71{\displaystyle {\tfrac {3}{7}}} | 125                              | —                                 | 336{\displaystyle {\tfrac {3}{7}}}  |
| 3    | Teymur Rəcəbov         | 2710                | —      | 71{\displaystyle {\tfrac {3}{7}}} | 170                              | 71{\displaystyle {\tfrac {3}{7}}} | 312{\displaystyle {\tfrac {6}{7}}}  |
| 4    | Ding Liren             | 2760                | 70     | 170                               | —                                | 71{\displaystyle {\tfrac {3}{7}}} | 311{\displaystyle {\tfrac {3}{7}}}  |
| 5    | Dmitrij Jakovenko      | 2709                | 70     | —                                 | 11                               | 155                               | 236                                 |
| 6    | Maxime Vachier-Lagrave | 2796                | 140    | 71{\displaystyle {\tfrac {3}{7}}} | —                                | 20                                | 231{\displaystyle {\tfrac {3}{7}}}  |
| 7    | Hikaru Nakamura        | 2785                | 70     | 71{\displaystyle {\tfrac {3}{7}}} | —                                | 71{\displaystyle {\tfrac {3}{7}}} | 212{\displaystyle {\tfrac {6}{7}}}  |
| 8    | Pëtr Svidler           | 2748                | —      | 71{\displaystyle {\tfrac {3}{7}}} | 60                               | 71{\displaystyle {\tfrac {3}{7}}} | 202{\displaystyle {\tfrac {6}{7}}}  |
| 9    | Jan Nepomnjaščij       | 2749                | 70     | 3                                 | 125                              | —                                 | 198                                 |
| 10   | Lewon Aronyan          | 2785                | 7      | —                                 | 11                               | 155                               | 173                                 |
| 11   | Pentala Harikrishna    | 2758                | —      | 20                                | 60                               | 71{\displaystyle {\tfrac {3}{7}}} | 151{\displaystyle {\tfrac {3}{7}}}  |
| 12   | Anish Giri             | 2769                | —      | 71{\displaystyle {\tfrac {3}{7}}} | 60                               | 6                                 | 137{\displaystyle {\tfrac {3}{7}}}  |
| 13   | Michael Adams          | 2751                | 70     | 3                                 | 60                               | —                                 | 133                                 |
| 14   | Richárd Rapport        | 2692                | 25     | —                                 | 2{\displaystyle {\tfrac {1}{2}}} | 71{\displaystyle {\tfrac {3}{7}}} | 98{\displaystyle {\tfrac {13}{14}}} |
| 15   | Evgenij Tomaševskij    | 2711                | 3      | 20                                | —                                | 71{\displaystyle {\tfrac {3}{7}}} | 94{\displaystyle {\tfrac {3}{7}}}   |
| 16   | Li Chao                | 2720                | 25     | —                                 | 60                               | 6                                 | 91                                  |
| 17   | Hou Yifan              | 2651                | 7      | 71{\displaystyle {\tfrac {3}{7}}} | 2{\displaystyle {\tfrac {1}{2}}} | —                                 | 80{\displaystyle {\tfrac {13}{14}}} |
| 18   | Aleksandr Rjazancev    | 2671                | 1      | —                                 | 60                               | 3                                 | 64                                  |
| 19   | Pavlo El'janov         | 2759                | 25     | —                                 | 11                               | 20                                | 56                                  |
| 20   | Francisco Vallejo Pons | 2709                | 25     | 7                                 | —                                | 6                                 | 38                                  |
| 21   | Boris Gelfand          | 2720                | —      | 20                                | 11                               | 1{\displaystyle {\tfrac {1}{2}}}  | 32{\displaystyle {\tfrac {1}{2}}}   |
| 22   | Ėrnesto Inarkiev       | 2723                | —      | 1                                 | 4                                | 20                                | 25                                  |
| 23   | Jon Ludvig Hammer      | 2628                | 3      | 7                                 | —                                | 1{\displaystyle {\tfrac {1}{2}}}  | 11{\displaystyle {\tfrac {1}{2}}}   |
| 24   | Saleh Salem            | 2656                | 3      | 3                                 | 1                                | —                                 | 7                                   |

### Sharja 2017
Il torneo si è disputato dal 18 al 27 febbraio 2017.
| Pos. | Giocatore              | Elo  | 1     | 2     | 3     | 4     | 5     | 6     | 7     | 8     | 9     | Tot. | Punti GP |
| ---- | ---------------------- | ---- | ----- | ----- | ----- | ----- | ----- | ----- | ----- | ----- | ----- | ---- | -------- |
| 1    | Aleksandr Griščuk      | 2742 | 16b ½ | 6n ½  | 13b ½ | 8n ½  | 10b 1 | 7n ½  | 5b ½  | 3b 1  | 2n ½  | 5,5  | 140      |
| 1    | Maxime Vachier-Lagrave | 2796 | 11b 1 | 9n 1  | 3b ½  | 7n ½  | 13b ½ | 5n ½  | 6b ½  | 8n ½  | 1b ½  | 5,5  | 140      |
| 1    | Şəhriyar Məmmədyarov   | 2766 | 12n ½ | 17b 1 | 2n ½  | 5b 1  | 7b ½  | 6n ½  | 8b ½  | 1n 0  | 14b 1 | 5,5  | 140      |
| 4    | Ding Liren             | 2760 | 9b 0  | 15n 1 | 16b ½ | 6n ½  | 8b ½  | 14n ½ | 7b ½  | 11n ½ | 13b 1 | 5,0  | 70       |
| 4    | Michael Adams          | 2751 | 15b 1 | 13n ½ | 10b ½ | 3n 0  | 16b 1 | 2b ½  | 1n ½  | 6n ½  | 7n ½  | 5,0  | 70       |
| 4    | Dmitrij Jakovenko      | 2709 | 7n ½  | 1b ½  | 14n ½ | 4b ½  | 18n 1 | 3b ½  | 2n ½  | 5b ½  | 8b ½  | 5,0  | 70       |
| 4    | Hikaru Nakamura        | 2785 | 6b ½  | 16n ½ | 9b 1  | 2b ½  | 3n ½  | 1b ½  | 4n ½  | 13n ½ | 5b ½  | 5,0  | 70       |
| 4    | Jan Nepomnjaščij       | 2749 | 14n ½ | 18b ½ | 12n ½ | 1b ½  | 4n ½  | 11b 1 | 3n ½  | 2b ½  | 6n ½  | 5,0  | 70       |
| 9    | Richárd Rapport        | 2692 | 4n 1  | 2b 0  | 7n 0  | 15b ½ | 17n ½ | 18b 1 | 13b ½ | 14n ½ | 11b ½ | 4,5  | 25       |
| 9    | Pavlo El'janov         | 2759 | 18n ½ | 12b ½ | 5n ½  | 14b ½ | 1n 0  | 17b ½ | 11n 0 | 16n 1 | 15b 1 | 4,5  | 25       |
| 9    | Li Chao                | 2720 | 2n 0  | 14b ½ | 18n ½ | 17b 1 | 12n ½ | 8n 0  | 10b 1 | 4b ½  | 9n ½  | 4,5  | 25       |
| 9    | Francisco Vallejo Pons | 2709 | 3b ½  | 10n ½ | 8b ½  | 16n ½ | 11b ½ | 13n ½ | 14b ½ | 15n ½ | 17b ½ | 4,5  | 25       |
| 13   | Lewon Aronyan          | 2785 | 17n ½ | 5b ½  | 1n ½  | 18b ½ | 2n ½  | 12b ½ | 9n ½  | 7b ½  | 4n 0  | 4,0  | 7        |
| 13   | Hou Yifan              | 2651 | 8b ½  | 11n ½ | 6b ½  | 10n ½ | 15n ½ | 4b ½  | 12n ½ | 9b ½  | 3n 0  | 4,0  | 7        |
| 15   | Saleh Salem            | 2656 | 5n 0  | 4b 0  | 17n ½ | 9n ½  | 14b ½ | 16n ½ | 18b 1 | 12b ½ | 10n 0 | 3,5  | 3        |
| 15   | Jon Ludvig Hammer      | 2628 | 1n ½  | 7b ½  | 4n ½  | 12b ½ | 5n 0  | 15b ½ | 17n ½ | 10b 0 | 18n ½ | 3,5  | 3        |
| 15   | Evgenij Tomaševskij    | 2711 | 13b ½ | 3n 0  | 15b ½ | 11n 0 | 9b ½  | 10n ½ | 16b ½ | 18n ½ | 12n ½ | 3,5  | 3        |
| 18   | Aleksandr Rjazancev    | 2671 | 10b ½ | 8n ½  | 11b ½ | 13n ½ | 6b 0  | 9n 0  | 15n 0 | 17b ½ | 16b ½ | 3,0  | 1        |

### Mosca 2017
Il torneo si è disputato dal 12 al 21 maggio 2017.
| Pos. | Giocatore              | Elo  | 1     | 2     | 3     | 4     | 5     | 6     | 7     | 8     | 9     | Tot. | Punti GP                          |
| ---- | ---------------------- | ---- | ----- | ----- | ----- | ----- | ----- | ----- | ----- | ----- | ----- | ---- | --------------------------------- |
| 1    | Ding Liren             | 2773 | 4n ½  | 18b 1 | 3n 1  | 5b ½  | 2n ½  | 8b ½  | 7n ½  | 9b ½  | 10n 1 | 6,0  | 170                               |
| 2    | Şəhriyar Məmmədyarov   | 2772 | 14b ½ | 10n ½ | 17b 1 | 16n 1 | 1b ½  | 4n ½  | 6b ½  | 5n ½  | 8b ½  | 5,5  | 140                               |
| 3    | Hou Yifan              | 2652 | 15n 1 | 8b ½  | 1b 0  | 7n ½  | 6b 0  | 16n ½ | 13b 1 | 14b ½ | 18n 1 | 5,0  | 71{\displaystyle {\tfrac {3}{7}}} |
| 3    | Teymur Rəcəbov         | 2710 | 1b ½  | 7n ½  | 6b ½  | 14n 1 | 5n ½  | 2b ½  | 8n ½  | 10b ½ | 12n ½ | 5,0  | 71{\displaystyle {\tfrac {3}{7}}} |
| 3    | Pëtr Svidler           | 2755 | 11n ½ | 16b ½ | 12n 1 | 1n ½  | 4b ½  | 6n ½  | 10b ½ | 2b ½  | 7n ½  | 5,0  | 71{\displaystyle {\tfrac {3}{7}}} |
| 3    | Aleksandr Griščuk      | 2750 | 16n ½ | 11b ½ | 4n ½  | 8b ½  | 3n 1  | 5b ½  | 2n ½  | 7b ½  | 9n ½  | 5,0  | 71{\displaystyle {\tfrac {3}{7}}} |
| 3    | Hikaru Nakamura        | 2786 | 18n ½ | 4b ½  | 11n ½ | 3b ½  | 9n ½  | 15b 1 | 1b ½  | 6n ½  | 5b ½  | 5,0  | 71{\displaystyle {\tfrac {3}{7}}} |
| 3    | Maxime Vachier-Lagrave | 2795 | 17b ½ | 3n ½  | 10b ½ | 6n ½  | 16b 1 | 1n ½  | 4b ½  | 11n ½ | 2n ½  | 5,0  | 71{\displaystyle {\tfrac {3}{7}}} |
| 3    | Anish Giri             | 2785 | 10b ½ | 17n ½ | 14b ½ | 13n ½ | 7b ½  | 11n ½ | 16b 1 | 1n ½  | 6b ½  | 5,0  | 71{\displaystyle {\tfrac {3}{7}}} |
| 10   | Boris Gelfand          | 2724 | 9n ½  | 2b ½  | 8n ½  | 11b ½ | 15n ½ | 12b 1 | 5n ½  | 4n ½  | 1b 0  | 4,5  | 20                                |
| 10   | Evgenij Tomaševskij    | 2696 | 5b ½  | 6n ½  | 7b ½  | 10n ½ | 13b ½ | 9b ½  | 12n ½ | 8b ½  | 17n ½ | 4,5  | 20                                |
| 10   | Pentala Harikrishna    | 2750 | 13b ½ | 14n ½ | 5b 0  | 18n ½ | 17b 1 | 10n 0 | 11b ½ | 15n 1 | 4b ½  | 4,5  | 20                                |
| 13   | Jon Ludvig Hammer      | 2621 | 12n ½ | 15b 0 | 18n 1 | 9b ½  | 11n ½ | 14b ½ | 3n 0  | 17b ½ | 16n ½ | 4,0  | 7                                 |
| 13   | Francisco Vallejo Pons | 2710 | 2n ½  | 12b ½ | 9n ½  | 4b 0  | 18b ½ | 13n ½ | 17b ½ | 3n ½  | 15b ½ | 4,0  | 7                                 |
| 15   | Jan Nepomnjaščij       | 2751 | 3b 0  | 13n 1 | 16b 0 | 17n 1 | 10b ½ | 7n 0  | 18n ½ | 12b 0 | 14n ½ | 3,5  | 3                                 |
| 15   | Saleh Salem            | 2633 | 6b ½  | 5n ½  | 15n 1 | 2b 0  | 8n 0  | 3b ½  | 9n 0  | 18b ½ | 13b ½ | 3,5  | 3                                 |
| 15   | Michael Adams          | 2747 | 8n ½  | 9b ½  | 2n 0  | 15b 0 | 12n 0 | 18b 1 | 14n ½ | 13n ½ | 11b ½ | 3,5  | 3                                 |
| 18   | Ėrnesto Inarkiev       | 2727 | 7b ½  | 1n 0  | 13b 0 | 12b ½ | 14n ½ | 17n 0 | 15b ½ | 16n ½ | 3b 0  | 2,5  | 1                                 |

### Ginevra 2017
Il torneo si è disputato dal 6 al 15 luglio 2017.
| Pos. | Giocatore            | Elo   | 1     | 2     | 3     | 4     | 5     | 6     | 7     | 8     | 9     | Tot. | Punti GP |
| ---- | -------------------- | ----- | ----- | ----- | ----- | ----- | ----- | ----- | ----- | ----- | ----- | ---- | -------- |
| 1    | Teymur Rəcəbov       | 2724  | 5n 1  | 11b 1 | 12n ½ | 4b ½  | 10n ½ | 3n ½  | 9b 1  | 6b ½  | 2n ½  | 6,0  | 170      |
| 2    | Jan Nepomnjaščij     | 2742  | 16n ½ | 14b ½ | 11n 0 | 17b 1 | 4n ½  | 15b 1 | 10n ½ | 12b 1 | 1b ½  | 5,5  | 125      |
| 2    | Aleksandr Griščuk    | 15n ½ | 16b 1 | 7n ½  | 12b ½ | 11n 1 | 1b ½  | 4n ½  | 10b ½ | 5n ½  |       | 5,5  | 125      |
| 4    | Pentala Harikrishna  | 2737  | 6n 1  | 7b ½  | 10b ½ | 1n ½  | 2b ½  | 12n 1 | 3b ½  | 8n 0  | 13b ½ | 5,0  | 60       |
| 4    | Anish Giri           | 2775  | 1b 0  | 18n 1 | 8b ½  | 14n ½ | 6b ½  | 13n ½ | 12b ½ | 17n 1 | 3b ½  | 5,0  | 60       |
| 4    | Aleksandr Rjazancev  | 2654  | 4b 0  | 17n ½ | 18b ½ | 15b ½ | 5n ½  | 16n 1 | 8b 1  | 1n ½  | 7b ½  | 5,0  | 60       |
| 4    | Michael Adams        | 2736  | 18b 1 | 4n ½  | 3b ½  | 9n 0  | 8b ½  | 14n ½ | 13b ½ | 16n 1 | 6n ½  | 5,0  | 60       |
| 4    | Li Chao              | 2735  | 12n ½ | 9b ½  | 5n ½  | 13b ½ | 7n ½  | 11b 1 | 6n 0  | 4b 1  | 10n ½ | 5,0  | 60       |
| 4    | Pëtr Svidler         | 2749  | 13b ½ | 8n ½  | 14b ½ | 7b 1  | 12n ½ | 10b ½ | 1n 0  | 18n ½ | 17b 1 | 5,0  | 60       |
| 4    | Şəhriyar Məmmədyarov | 2800  | 14n ½ | 15b 1 | 4n ½  | 11b ½ | 1b ½  | 9n ½  | 2b ½  | 3n ½  | 8b ½  | 5,0  | 60       |
| 11   | Pavlo El'janov       | 2739  | 17b 1 | 1n 0  | 2b 1  | 10n ½ | 3b 0  | 8n 0  | 18b 1 | 14n ½ | 16b ½ | 4,5  | 11       |
| 11   | Lewon Aronyan        | 2809  | 8b ½  | 13n 1 | 1b ½  | 3n ½  | 9b ½  | 4b 0  | 5n ½  | 2n 0  | 18b 1 | 4,5  | 11       |
| 11   | Dmitrij Jakovenko    | 2703  | 9n ½  | 12b 0 | 16n 1 | 8n ½  | 14b ½ | 5b ½  | 7n ½  | 15b ½ | 4n ½  | 4,5  | 11       |
| 11   | Boris Gelfand        | 2728  | 10b ½ | 2n ½  | 9n ½  | 5b ½  | 13n ½ | 7b ½  | 17n ½ | 11b ½ | 15n ½ | 4,5  | 11       |
| 15   | Ėrnesto Inarkiev     | 2707  | 3b ½  | 10n 0 | 17b ½ | 6n ½  | 18b 1 | 2n 0  | 16b ½ | 13n ½ | 14b ½ | 4,0  | 4        |
| 16   | Richárd Rapport      | 2694  | 2b ½  | 3n 0  | 13b 0 | 18n 0 | 17n 1 | 6b 0  | 15n ½ | 7b 0  | 11n ½ | 2,5  | 2        |
| 16   | Hou Yifan            | 2666  | 11n 0 | 6b ½  | 15n ½ | 2n 0  | 16b 0 | 18n 1 | 14b ½ | 5b 0  | 9n 0  | 2,5  | 2        |
| 18   | Saleh Salem          | 2638  | 7n 0  | 5b 0  | 6n ½  | 16b 1 | 15n 0 | 17b 0 | 11n 0 | 9b ½  | 12n 0 | 2,0  | 1        |

### Palma di Maiorca 2017
Il torneo si è disputato dal 16 al 27 novembre 2017.
| Pos. | Giocatore              | Elo  | 1 | 2 | 3 | 4 | 5 | 6 | 7 | 8 | 9 | Tot. | Punti GP                          |
| ---- | ---------------------- | ---- | - | - | - | - | - | - | - | - | - | ---- | --------------------------------- |
| 1    | Lewon Aronyan          | 2801 | ½ | 1 | ½ | 1 | ½ | ½ | ½ | ½ | ½ | 5,5  | 155                               |
| 1    | Dmitrij Jakovenko      | 2721 | ½ | ½ | ½ | 1 | ½ | ½ | ½ | ½ | 1 | 5,5  | 155                               |
| 3    | Hikaru Nakamura        | 2780 | ½ | ½ | ½ | 1 | ½ | ½ | ½ | ½ | ½ | 5,0  | 71{\displaystyle {\tfrac {3}{7}}} |
| 3    | Ding Liren             | 2774 | ½ | ½ | ½ | 1 | ½ | ½ | ½ | ½ | ½ | 5,0  | 71{\displaystyle {\tfrac {3}{7}}} |
| 3    | Pëtr Svidler           | 2763 | ½ | ½ | 1 | ½ | ½ | ½ | ½ | ½ | ½ | 5,0  | 71{\displaystyle {\tfrac {3}{7}}} |
| 3    | Teymur Rəcəbov         | 2741 | ½ | 1 | ½ | 0 | ½ | 0 | 1 | 1 | ½ | 5,0  | 71{\displaystyle {\tfrac {3}{7}}} |
| 3    | Pentala Harikrishna    | 2738 | ½ | ½ | ½ | 1 | ½ | ½ | ½ | ½ | ½ | 5,0  | 71{\displaystyle {\tfrac {3}{7}}} |
| 3    | Evgenij Tomaševskij    | 2702 | ½ | ½ | ½ | ½ | ½ | 1 | ½ | ½ | ½ | 5,0  | 71{\displaystyle {\tfrac {3}{7}}} |
| 3    | Richárd Rapport        | 2692 | 0 | ½ | ½ | 1 | ½ | 1 | ½ | ½ | ½ | 5,0  | 71{\displaystyle {\tfrac {3}{7}}} |
| 10   | Maxime Vachier-Lagrave | 2796 | 1 | ½ | ½ | ½ | ½ | ½ | ½ | ½ | 0 | 4,5  | 20                                |
| 10   | Pavlo El'janov         | 2707 | ½ | ½ | ½ | 0 | ½ | ½ | 1 | ½ | ½ | 4,5  | 20                                |
| 10   | Ėrnesto Inarkiev       | 2683 | 1 | 0 | ½ | 0 | ½ | 1 | ½ | ½ | ½ | 4,5  | 20                                |
| 13   | Anish Giri             | 2762 | 1 | ½ | ½ | 0 | ½ | ½ | ½ | 0 | ½ | 4,0  | 6                                 |
| 13   | Li Chao                | 2741 | 0 | ½ | ½ | ½ | ½ | ½ | 0 | 1 | ½ | 4,0  | 6                                 |
| 13   | Francisco Vallejo Pons | 2705 | ½ | 0 | 1 | 0 | ½ | ½ | ½ | ½ | ½ | 4,0  | 6                                 |
| 16   | Aleksandr Rjazancev    | 2651 | ½ | ½ | ½ | ½ | ½ | 0 | 0 | ½ | ½ | 3,5  | 3                                 |
| 17   | Boris Gelfand          | 2719 | 0 | ½ | 0 | ½ | ½ | 0 | 1 | 0 | ½ | 3,0  | 1{\displaystyle {\tfrac {1}{2}}}  |
| 17   | Jon Ludvig Hammer      | 2629 | ½ | ½ | 0 | 0 | ½ | ½ | 0 | ½ | ½ | 3,0  | 1{\displaystyle {\tfrac {1}{2}}}  |